# Parafia Najświętszego Serca Pana Jezusa i św. Floriana w Poznaniu
Parafia pw. Najświętszego Serca Pana Jezusa i św. Floriana w Poznaniu – parafia rzymskokatolicka znajdująca się w archidiecezji poznańskiej w dekanacie Poznań-Jeżyce. Erygowana w 28 czerwca 1894 roku. Wydzielona z ówczesnej parafii św. Wojciecha. Siedziba mieści się przy ulicy Kościelnej. Terytorialnie obejmuje północną część dzielnicy Jeżyce w Poznaniu.

## Spis proboszczów i administratorów
1. ks. Jan Piotrowicz (1861–1946), administrator parafii pw. św. Wojciecha – 1894–1896[1]
2. ks. Walenty Kolasiński (1858–1944), pierwszy proboszcz parafii – 1896–1904
3. ks. Wacław Mayer (1872–1930) – 1904–1913
4. ks. Czesław Meysner (Meissner) (1871–1928) – 1913–1916
5. ks. Władysław Wróblewski (1879–1959), administrator – 1916–1918
6. ks. Franciszek Ruciński (1877–1946) – 1918–1921
7. ks. Karol Radoński (1833–1950) – 1921–1927
8. ks. Stanisław Budaszewski (1880–1935) – 1927–1935
9. ks. Czesław Michałowicz (1892–1939) – 1935–1939
10. ks. Franciszek Marlewski (1893–1959) – 1939–1946
11. ks. Henryk Lewandowski (1896–1969) – 1946–1968
12. ks. Włodzimierz Okoniewski (1921–2015) – 1968–1992
13. ks. Roman Kubicki (ur. 1949) – 1992–2017
14. ks. Mateusz Drob (ur. 1969) – od 2017[3]